# 高校前仮乗降場

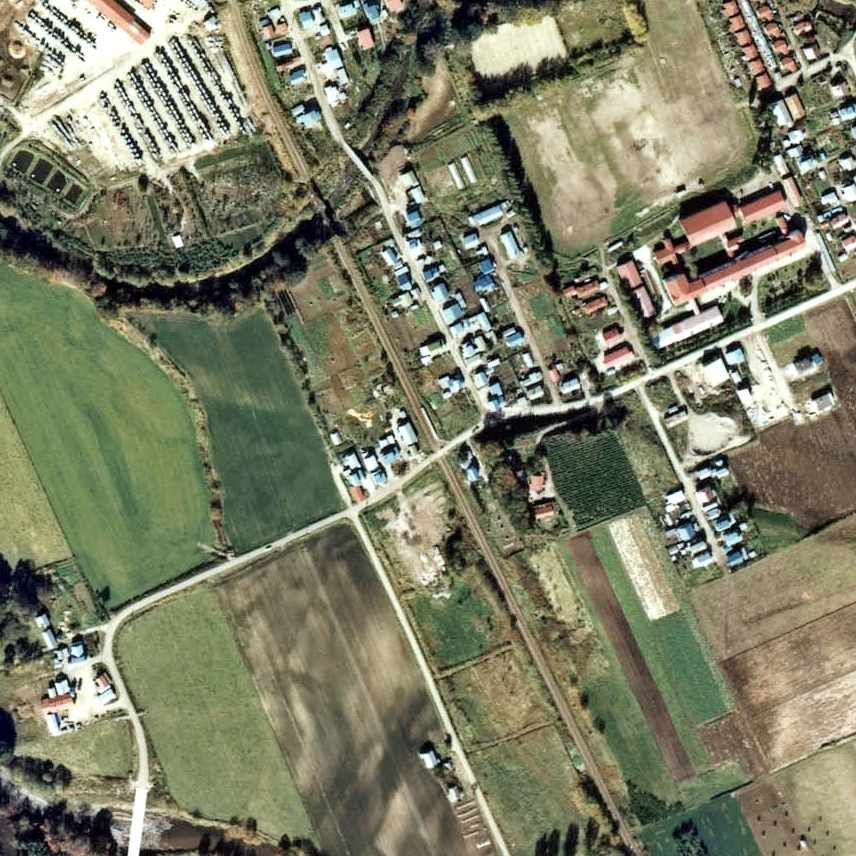
1977年の高校前仮乗降場と周囲約500m範囲。下が北見相生方面。

高校前仮乗降場（こうこうまえかりじょうこうじょう）は、北海道（網走支庁）網走郡津別町字共和にあった日本国有鉄道（国鉄）相生線の仮乗降場（廃駅）である。相生線の廃線に伴い1985年（昭和60年）4月1日に廃駅となった。

## 歴史
1951年（昭和26年）に当地に移転した、北海道津別高等学校生徒の通学利便のため、高校PTAなどの要望により開設された。
- 1955年（昭和30年）8月20日 - 日本国有鉄道相生線の高校前仮乗降場（局設定）として開業[1][2]。
  - 別説として『津別町史』掲載の津別高校にかかる沿革には同年12月1日開業、との記録も残っている[3]。
- 1985年（昭和60年）4月1日 - 相生線廃止により廃駅[1]。

### 駅名の由来
前述の高等学校より。

## 駅周辺
- 北海道津別高等学校
- 国道240号
- 津別まちバス（旧・津別町営バス）「高校前」、北海道北見バス「河岸公園」停留所

## 駅跡
道床跡は道路に転用されたほか、ホーム跡は整地されて住宅が建てられており駅の痕跡は残っていない。津別高等学校の校舎は相生線廃止後の1986年12月23日に相生線の線路敷地の一部を転用する形で200メートル南に新築移転し、旧校舎跡地は区画整理されて住宅地になっている。

## 隣の駅
日本国有鉄道
相生線
津別駅 - 高校前仮乗降場 - 恩根駅